# Тохіб Джімо
Тохіб Гболабо О. Джімо (нар. 15 квітня 1997) — англійський актор, номінувася на премію «Еммі» за виконання ролі Сема Обісанії в серіалі Apple TV+ «Тед Лассо» (2020—2023). Також відомий своїми ролями в біографічному фільмі BBC One «Ентоні» (2020) і серіалі Amazon Prime «Сила» (2023).

## Ранній життєпис
Джімо народився 15 квітня 1997 року в Брікстоні Південного Лондона у сім'ї нігерійського походження. Він переїхав до Нігерії, будучи дитиною, і повернувся до Лондона у 7-річному віці. Він відвідував школу Норвуд, перш ніж продовжити навчання в Школі музики та драми Guildhall, яку закінчив у 2018 році

## Кар'єра
Джімо був відносно новачком у акторській майстерності, коли його взяли на роль Ентоні Вокера, жертви расистського нападу 2005 року, у фільмі BBC One Ентоні, який розповідає про життя Вокера, якби його не вбили. Його образ назвали «вкрай магнетичним». Потім він зіграв Маркуса в серіалі Amazon The Feed .
Джімо брав участь у сценічній постановці «Сон літньої ночі» в Шеффілдському Крусіблі, а в 2020 році був одним із шести виконавців у різдвяній п'єсі «Дев'ять уроків і колядок» театру Алмейда, першій постановці театру після карантину в Лондоні через COVID-19.
Коли Джімо проходив прослуховування для Теда Лассо, персонаж Сема Обісанії був ганцем, але його походження було змінено на нігерійське, як у Джімо. Його гру схвалили, а його персонажа назвали «серцем» шоу.
Джімо зіграв іншого нігерійця, журналіста Тунде, у серіалі трилерів Amazon Сила, заснованому на однойменному романі Наомі Алдерман . Потім в актора була невелика роль у фільмі Веса Андерсона «Французький вісник».
Джімо зіграє Ромео в постановці «Ромео і Джульєтта», яка відбудеться влітку 2023 року в театрі Алмейда в Лондоні.
Брав участь у благодійному матчі Game4Ukraine на підтримку України, який проходив 5 серпня 2023 року в Лондоні на «Стемфорд Бридж».

## Фільмографія

### Фільми
| рік      | Назва              | роль      | Примітки |
| -------- | ------------------ | --------- | -------- |
| 2021 рік | Французький вісник | Курсант 1 |          |

### Телесеріали
| рік            | Назва         | Роль         | Примітки                           |
| -------------- | ------------- | ------------ | ---------------------------------- |
| 2019 рік       | Лондон вбиває | Леша Гоббс   | Епізод: «The Dark»                 |
| 2019 рік       | Подача        | Маркус       | Повторювана роль, 7 епізодів       |
| 2020 рік       | Ентоні        | Ентоні Вокер | Телевізійний фільм BBC             |
| 2020–2023 роки | Тед Лассо     | Сем Обисаня  | Повторювані (S1 і 2), основні (S3) |
| 2023 рік       | Сила          | Тунде Охо    | Головна роль                       |

### Театр
| рік      | Назва             | роль  | Примітки                |
| -------- | ----------------- | ----- | ----------------------- |
| 2023 рік | Ромео і Джульєтта | Ромео | Театр Алмейда, Вест-Енд |

## Нагороди та номінації
Тохіб Джімо був номінований на нагороду I Talk Telly Best Breakthrough Award у 2020 році. Він був номінований разом зі своїми колегами по акторському складу Тедом Лассо за найкращу роль акторського складу в комедійному серіалі на премії Гільдії кіноакторів 2021 року та за найкращу чоловічу роль другого плану в комедійному серіалі на 74-й церемонії вручення премії «Еммі» у 2022 році (разом з колегами по акторському складу Бреттом Голдштейном та Ніком Мохаммедом).
У грудні 2021 року Джімо отримав нагороду «Прорив» на церемонії вручення премії Critics Choice Awards.